# Illogan
Illogan – wieś w Anglii, w Kornwalii. Leży 25 km na północny wschód od miasta Penzance i 388 km na zachód od Londynu. W 2001 miejscowość liczyła 5585 mieszkańców.